# Liste der denkmalgeschützten Objekte in Großebersdorf
Die Liste der denkmalgeschützten Objekte in Großebersdorf enthält die 10 denkmalgeschützten, unbeweglichen Objekte der niederösterreichischen Marktgemeinde Großebersdorf.

## Denkmäler
| Foto |                 | Denkmal                                                                        | Standort                                                 | Beschreibung | Metadaten |
| ---- | --------------- | ------------------------------------------------------------------------------ | -------------------------------------------------------- | --- | --- |
| ja   | Datei hochladen | Kath. Filialkirche Erscheinung des Herrn HERIS-ID: 23522 Objekt-ID: 19876      | neben Brünner Straße 1 Standort KG: Eibesbrunn           | Die Filialkirche in Eibesbrunn wurde 1814 erbaut. Eine erste Erweiterung erfolgte 1815, eine zweite 1966 nach Plänen des Architekten Erwin Plevan. Der Künstler Hermann Bauch gestaltete um 1966 Glasfenster und einen Kreuzweg. | BDA-Hist.: Q18683475 Status: § 2a Stand der BDA-Liste: 2025-06-30 Name: Kath. Filialkirche Erscheinung des Herrn GstNr.: .39 Filialkirche Eibesbrunn                            |
| ja   | Datei hochladen | Florianikapelle HERIS-ID: 23526 Objekt-ID: 19880                               | gegenüber Hauptplatz 2 Standort KG: Großebersdorf        | Die auf den hl. Florian geweihte Kapelle am Hauptplatz von Großebersdorf, ein schlichter Bau mit Dreiecksgiebel, wurde im 17. Jahrhundert erbaut. | BDA-Hist.: Q37876967 Status: § 2a Stand der BDA-Liste: 2025-06-30 Name: Florianikapelle GstNr.: 2126/57 Florianikapelle (Großebersdorf)                                         |
| ja   | Datei hochladen | Pfarrhof HERIS-ID: 23529 Objekt-ID: 19883                                      | Pfarrhofgasse 8 Standort KG: Großebersdorf               | Vor der Schlacht bei Aspern richtete Erzherzog Karl sein Hauptquartier im Pfarrhof von Großebersdorf ein. | BDA-Hist.: Q37876993 Status: § 2a Stand der BDA-Liste: 2025-06-30 Name: Pfarrhof GstNr.: 1236 Pfarrhof (Großebersdorf)                                                          |
| ja   | Datei hochladen | Kath. Pfarrkirche hl. Nikolaus und Friedhof HERIS-ID: 23523 Objekt-ID: 19877   | gegenüber Pfarrhofgasse 8 Standort KG: Großebersdorf     | Der auf dem Kirchhügel im Nordwesten des Ortes gelegene Pfarrkirche hl. Nikolaus ist von einer Friedhofsmauer umgeben. Der gotische Chor und der Kirchturm wurden um 1400 erbaut. Das barocke Langhaus stammt aus dem 18. Jahrhundert und wurde 1908 Richtung Westen verlängert. Der Turm ist durch Lisenen gegliedert, hat im Untergeschoß gotische Schlitzfenster, oben rundbogige Schallfenster und wird von einem Pyramidendach bekrönt. | BDA-Hist.: Q18683481 Status: § 2a Stand der BDA-Liste: 2025-06-30 Name: Kath. Pfarrkirche hl. Nikolaus und Friedhof GstNr.: .106, 2125 Pfarrkirche Großebersdorf                |
| ja   | Datei hochladen | Figurenbildstock hl. Johannes Nepomuk HERIS-ID: 23524 Objekt-ID: 19878         | gegenüber Friedhofgasse 1 Standort KG: Großebersdorf     | Am Ende der Kirchenstiege steht eine mit 1752 bezeichnete Figur des hl. Johannes Nepomuk mit Sternen- und Strahlenkranz. | BDA-Hist.: Q37876954 Status: § 2a Stand der BDA-Liste: 2025-06-30 Name: Figurenbildstock hl. Johannes Nepomuk GstNr.: 2126/50 Hl.Nepomuk (Großebersdorf bei Kirche)             |
| ja   | Datei hochladen | Figurenbildstock hl. Johannes Nepomuk HERIS-ID: 23528 Objekt-ID: 19882         | gegenüber Wiener Straße 17 Standort KG: Großebersdorf    | Die Statue des hl. Johannes Nepomuk steht auf einem geschwungenen Sockel mit Putten. Sie stammt aus der Mitte des 18. Jahrhunderts. | BDA-Hist.: Q37876978 Status: § 2a Stand der BDA-Liste: 2025-06-30 Name: Figurenbildstock hl. Johannes Nepomuk GstNr.: 2126/1 Hl.Nepomuk (Großebersdorf Wienerstraße)            |
| ja   | Datei hochladen | Aufnahmsgebäude Eibesbrunn HERIS-ID: 109125 Objekt-ID: 126712                  | Wiener Straße 22, in der Nähe Standort KG: Großebersdorf | Das ehemalige Bahnhofsgebäude liegt an der Stammersdorfer Lokalbahn. | BDA-Hist.: Q109236708 Status: Bescheid Stand der BDA-Liste: 2025-06-30 Name: Aufnahmsgebäude Eibesbrunn GstNr.: .299 Aufnahmsgebäude Bahnhof Eibesbrunn                         |
| ja   | Datei hochladen | Kath. Pfarrkirche hl. Antonius von Padua HERIS-ID: 23530 Objekt-ID: 19884      | bei Kirchengasse 1 Standort KG: Manhartsbrunn            | Die auf dem Kirchhügel am Westrand von Manhartsbrunn gelegene Pfarrkirche hl. Antonius von Padua ist eine josephinische Saalkirche mit eingezogenem, gerade geschlossenem Chor und Westturm. Der Turm wurde nach 1787 erbaut. Er hat rundbogige Schallfenster und ein Pyramidendach. | BDA-Hist.: Q19298480 Status: § 2a Stand der BDA-Liste: 2025-06-30 Name: Kath. Pfarrkirche hl. Antonius von Padua GstNr.: .4/2 Pfarrkirche hl. Antonius von Padua, Manhartsbrunn |
| ja   | Datei hochladen | Flur-/Wegkapelle HERIS-ID: 23531 Objekt-ID: 19885                              | Kirchensteig 35, in der Nähe Standort KG: Putzing        | Die Kapelle am Ende der Kellergasse ist ein Giebelbau mit Korbbogenöffnung. Darin befindet sich ein Leinwandbild mit Pestheiligen aus dem 18. Jahrhundert. | BDA-Hist.: Q37877015 Status: § 2a Stand der BDA-Liste: 2025-06-30 Name: Flur-/Wegkapelle GstNr.: 1587/4                                                                         |
| ja   | Datei hochladen | Kath. Filialkirche Vermählung Josef mit Maria HERIS-ID: 23532 Objekt-ID: 19886 | neben Kirchenplatz 2 Standort KG: Putzing                | Die am Nordwestende von Putzing gelegene Filialkirche Vermählung Josefs mit Maria ist ein schlichter Saalbau von 1761 mit einem pyramidendachbekrönten Ostturm. Im Westen ist über dem Traufgesims ein geschweifter Giebel zu sehen. Der Innenraum ist durch Lisenen gegliedert und hat eine Flachdecke mit Stuckrahmen. Das Erdgeschoß des Turms, das als Sakristei genutzt wird, ist stichkappentonnengewölbt. Der Altar verfügt über ein Ölbild der Vermählung Josefs mit Maria. Zur weiteren Ausstattung zählen Ölbilder der hll. Margaretha und Aloysius aus dem dritten Viertel des 18. Jahrhunderts sowie Figuren der hll. Sebastian und Rochus aus der zweiten Hälfte des 18. Jahrhunderts. | BDA-Hist.: Q19279614 Status: § 2a Stand der BDA-Liste: 2025-06-30 Name: Kath. Filialkirche Vermählung Josef mit Maria GstNr.: .90/1                                             |